# Austrothaumalea theischingeri
Austrothaumalea theischingeri är en tvåvingeart som beskrevs av Sinclair 2008. Austrothaumalea theischingeri ingår i släktet Austrothaumalea och familjen mätarmyggor. Inga underarter finns listade.